# (84096) Reginaldglenice
(84096) Reginaldglenice est un astéroïde de la ceinture principale.

## Description
(84096) Reginaldglenice est un astéroïde de la ceinture principale. Il fut découvert le 17 août 2002 à l'observatoire Palomar par Andrew Lowe. Il présente une orbite caractérisée par un demi-grand axe de 2,31 UA, une excentricité de 0,15 et une inclinaison de 5,1° par rapport à l'écliptique.

## Compléments